# العلاقات الإسبانية الرومانية
العلاقات الإسبانية الرومانية هي العلاقات الثنائية التي تجمع بين إسبانيا ورومانيا.

## مقارنة بين البلدين
هذه مقارنة عامة ومرجعية للدولتين:
| وجه المقارنة                                              | إسبانيا                                                                             | رومانيا                                                                               |
| --------------------------------------------------------- | ----------------------------------------------------------------------------------- | ------------------------------------------------------------------------------------- |
| المساحة (كم2)                                             | 505.99 ألف                                                                          | 238.40 ألف                                                                            |
| عدد السكان (نسمة)                                         | 46.73 مليون                                                                         | 19.59 مليون                                                                           |
| الكثافة السكانية (ن./كم²)                                 | 92.35                                                                               | 82.17                                                                                 |
| العاصمة                                                   | مدريد                                                                               | بوخارست                                                                               |
| اللغة الرسمية                                             | اللغة الإسبانية، اللغة الغاليسية، لغة بشكنشية، اللغة الكتالونية، اللغة الأوكسيتانية | اللغة الرومانية                                                                       |
| العملة                                                    | يورو، بيزيتا إسبانية                                                                | ليو روماني                                                                            |
| الناتج المحلي الإجمالي (بليون دولار)                      | 1.31 تريليون                                                                        | 211.80 مليار                                                                          |
| الناتج المحلي الإجمالي (تعادل القوة الشرائية) بليون دولار | 1.77 تريليون                                                                        | 465.56 مليار                                                                          |
| الناتج المحلي الإجمالي الاسمي للفرد دولار أمريكي          | 28.16 ألف                                                                           | 9.47 ألف                                                                              |
| الناتج المحلي الإجمالي للفرد دولار أمريكي                 | 38.00 ألف                                                                           | 23.63 ألف                                                                             |
| مؤشر التنمية البشرية                                      | 0.876                                                                               | 0.793                                                                                 |
| رمز المكالمات الدولي                                      | +34                                                                                 | +40                                                                                   |
| رمز الإنترنت                                              | .es                                                                                 | .ro                                                                                   |
| المنطقة الزمنية                                           | ت ع م+01:00، ت ع م+02:00                                                            | ت ع م+02:00، ت ع م+03:00، أوروبا/بوخارست ‏، توقيت شرق أوروبا، توقيت شرق أوروبا الصيفي ‏ |

## مدن متوأمة
في ما يلي قائمة باتفاقيات التوأمة بين مدن إسبانية ورومانية:
- ترتبط لا ثوبيا مع ميركورا تشيوك باتفاقية توأمة.
- ترتبط كوسلادا مع أوراديا باتفاقية توأمة منذ 2005.
- ترتبط ألكالا دي إيناريس مع ألبا يوليا باتفاقية توأمة منذ 2002.[20][21][22][23]
- ترتبط سانتا سوزانا مع Turda [الإنجليزية]‏ باتفاقية توأمة.
- ترتبط ألتيا مع سيريت باتفاقية توأمة.
- ترتبط سان فرناندو دي هيناريس مع فاسلوي باتفاقية توأمة.
- ترتبط فيغيراس مع كرايوفا باتفاقية توأمة.

## منظمات دولية مشتركة
يشترك البلدان في عضوية مجموعة من المنظمات الدولية، منها:
| علم المنظمة | اسم المنظمة                               | تاريخ انضمام إسبانيا | تاريخ انضمام رومانيا |
| ----------- | ----------------------------------------- | -------------------- | -------------------- |
|             | المنظمة الأوروبية لسلامة الملاحة الجوية   | 1997                 | 1996                 |
|             | المنظمة الهيدروغرافية الدولية             | ?                    | ?                    |
|             | منظمة الشرطة الجنائية الدولية             | ?                    | ?                    |
|             | الاتحاد البريدي العالمي                   | ?                    | ?                    |
|             | مركز تنسيق الحركة في أوروبا ‏              | ?                    | ?                    |
|             | حلف شمال الأطلسي                          | 30 مايو 1982         | 29 مارس 2004         |
|             | منظمة التجارة العالمية                    | ?                    | 1995                 |
|             | الفريق المعني برصد الأرض                  | ?                    | ?                    |
|             | مجموعة الموردين النوويين                  | ?                    | ?                    |
|             | مؤسسة التنمية الدولية                     | 18 أكتوبر 1960       | 12 أبريل 2014        |
|             | اتفاقية السماوات المفتوحة                 | ?                    | ?                    |
|             | منظمة الأمن والتعاون في أوروبا            | 25 يونيو 1973        | 25 يونيو 1973        |
|             | مؤسسة التمويل الدولية                     | 24 مارس 1960         | 23 سبتمبر 1990       |
|             | مجلس أوروبا                               | ?                    | 7 أكتوبر 1993        |
|             | منظمة حظر الأسلحة الكيميائية              | ?                    | ?                    |
|             | الأمم المتحدة                             | 14 ديسمبر 1955       | 14 ديسمبر 1955       |
|             | الاتحاد الدولي للاتصالات                  | 1866                 | 9 فبراير 1866        |
|             | الاتحاد الأوروبي                          | 1986                 | 2007                 |
|             | البنك الدولي للإنشاء والتعمير             | 15 سبتمبر 1958       | 15 ديسمبر 1972       |
|             | مجموعة أستراليا                           | 1985                 | 1995                 |
|             | المركز الدولي لتسوية المنازعات الاستشارية | 17 سبتمبر 1994       | 12 أكتوبر 1975       |
|             | وكالة الفضاء الأوروبية                    | ?                    | 23 ديسمبر 2011       |
|             | وكالة ضمان الاستثمار متعدد الأطراف        | 29 أبريل 1988        | 10 سبتمبر 1992       |
|             | يونسكو                                    | 30 يناير 1953        | 27 يوليو 1956        |

## أعلام
هذه قائمة لبعض الشخصيات التي تربطها علاقات بالبلدين:
- أونا تشابلن (ممثلة إسبانية، 4 يونيو 1986[32] – )
- إيلسا بتاكي (18 يوليو 1976 – )
- بيتري رومان (22 يوليو 1946 – )
- خافيير هوميت (لاعب كرة يد إسباني، 20 يناير 1990 – )
- فيرجيل بوبا (8 أكتوبر 1975 – )

## وصلات خارجية
- موقع وزارة الخارجية الإسبانية
- موقع وزارة الخارجية الرومانية